# Воздушные мышцы
Воздушные мышцы (ВМ) — устройства, сжимающиеся или растягивающиеся под действием воздушного давления. Представляют собой герметичную оболочку в кожухе плетеном из нерастяжимых нитей. Так же, как и человеческие мышцы, ВМ обычно используют парами: один сгибатель и один разгибатель.
ВМ были разработаны (оригинальное название: McKibben Artificial Muscles) в 1950-х для использования в протезах.

## Особенности
- ВМ обладают небольшим весом.
- Обладают простой конструкцией.
- Для работы ВМ необходимы система клапанов и компрессор.
- Динамика ВМ описываются нелинейной системой, которая, однако, по свойствам близка к биологическим мышцам.
- Система из пневмомышц чувствительна к давлению внешней среды. Его изменение меняет её характеристики, либо вообще делает работу системы невозможной.